# 李容淑
李 容淑は、日本で活躍する韓国出身の観光学者。

## 概要
日本のインバウンドツーリズム等を研究したり、韓国文化研究に力を入れている。
2011年に「さくらとキムチ」を著書している。

## 経歴
韓国霊山大学航空旅行学科卒業、ソウル京畿大学院博士前期課程終了(MBA)、修士学位修得。
株式会社リンカイ取り締まり代表役社長。

## 関連人物
- 安倍晋三